# HD 132406 b
HD 132406 b ist ein Exoplanet, der den gelben Zwerg HD 132406 begleitet. Seine Entdeckung gelang mithilfe der Radialgeschwindigkeitsmethode und wurde 2007 von Da Silva et al. publiziert. Der Exoplanet umkreist den Zentralstern mit einer Periode von 974 Tagen in einer Entfernung von ca. 2 Astronomischen Einheiten und hat eine Mindestmasse von ca. 5,6 Jupitermassen.

## Weblink
- Planet HD 132406 b In: The Extrasolar Planets Encyclopaedia (englisch)